# Vijayabahu I
Vijayabahu I, né prince Keerthi, a régné entre 1055 et 1110 en tant que roi du royaume de Polonnaruwa dans l'actuel Sri Lanka. Au cours de son règne, il a rétabli le Bouddhisme au Sri Lanka, et a réparé la plupart des dommages causés aux infrastructures durant les guerres.

## Contexte
Né d'une lignée royale, il a grandi à une époque où une partie du pays était occupée par le royaume indien des Cholas. Il a assumé en 1055 le gouvernement des régions du sud de la principauté de Ruhuna. À la suite d'une campagne longue de dix-sept ans au, il a conduit avec succès hors de l'île les Chola en 1070,,,, réunifiant pour la première fois le pays depuis plus d'un siècle,.

## Biographie
Vijayabahu est né en 1039, sous le nom de Kitti (Keethi) dans la principauté de Ruhuna, dans la partie sud du pays. Il était le fils du roi Moggallana, un souverain de Ruhuna, et de la reine Lokitha. Le royaume de Polonnaruwa était alors sous le contrôle des Chola, envahisseurs de l'Inde du Sud, mais Ruhuna a quant à elle été contrôlée par les rois cinghalais résistants aux règles de Chola. Lorsqu'il avait l'âge de quinze ans, Kitti vaincu vainquit le dernier de ces dirigeants, Lokissara, avec l'objectif de devenir roi. Par la suite, en 1055, il est devenu monarque et a obtenu le nom de « Vijayabahu ».
Selon le « Panakaduwa Thamba Sannasa » (un Panakaduwa est une inscription écrite sur des feuilles de cuivre relatant dons et offrandes), donnée par le roi Vijayabahu I à un de ses officiers militaire, il affirme que l'ensemble de la famille de Kiththi et du roi Moggallana était sous la protection de Ruhunu Dandanayaka Sitnaru-bim Budalnavan et qu'il a fourni un grand soutien pour le roi du pays.
L'armée de Chola a fréquemment attaqué les troupes de Vijayabahu en Thaïlande. Cependant, il a réussi à libérer Ruhuna des Cholas en 1058 et de le prendre sous son contrôle.